# Bestiario de Northumberland
El Bestiario de Northumberland es un manuscrito iluminado de un bestiario, fechado en torno a 1250-1260 y que contiene 112 miniaturas. Debe su nombre a su antiguo propietario, el duque de Northumberland. Ahora se conserva en el Centro Getty con la signatura MS 100.

## Historia
El origen preciso de este manuscrito es desconocido. Podría haberse realizado en el norte de Inglaterra entre los años 1250 y 1260. Su contenido y miniaturas están directamente inspiradas en los de otro bestiario, actualmente conservado en la Biblioteca británica y está fechado en los años 1200-1210 (Royal MS 12 C XIX).
El primer propietario conocido de la obra es Robert Turges, caballero de Melcombe Regis en el Condado de Dorset en torno a los años 1508-1509, como indica el folio 73. Más tarde, se encuentra en posesión de Grace Fitzjames (muerto en 1725) todavía en Dorset. Por herencia, es adquirido por los Duques de Northumberland y fue conservado en el Castillo de Alnwick. Se puso a la venta el 29 de noviembre de 1990 en Sotheby's en Londres (lote 101) y fue adquirido por un particular por la suma de 2,97 millones de libras esterlinas. Finalmente fue cedido al J. Paul Getty Museum de Los Ángeles en junio de 2007.

## Descripción
El manuscrito contiene extractos del Imago mundi de Honorio de Autun, del Libro del Génesis, de las Etimologías de Isidoro de Sevilla y finalmente del texto habitual de los bestiarios ingleses que es una adaptación del Fisiólogo. Contiene 122 miniaturas enmarcadas, dibujadas con pluma y coloreadas, en un estilo que recuerda a la iluminación anglo-sajona. Puede haber sido inspirado, (junto con el ejemplar de la Biblioteca Británica), de un modelo anterior que contuviese miniaturas de este estilo. Este estilo, relativamente simple, pero que se encuentra en un gran número de miniaturas, lo convierte en un manuscrito intermedio entre los ejemplares de lujo y las obras más modestas.
Un centenar de animales diferentes están representados en las miniaturas: desde gatos, perros, ratones y pelícanos, a animales fabulosos como fénixes, leucrotas, eales, unicornios, Hydrus (hidra heráldica) o el árbol Peridexion.

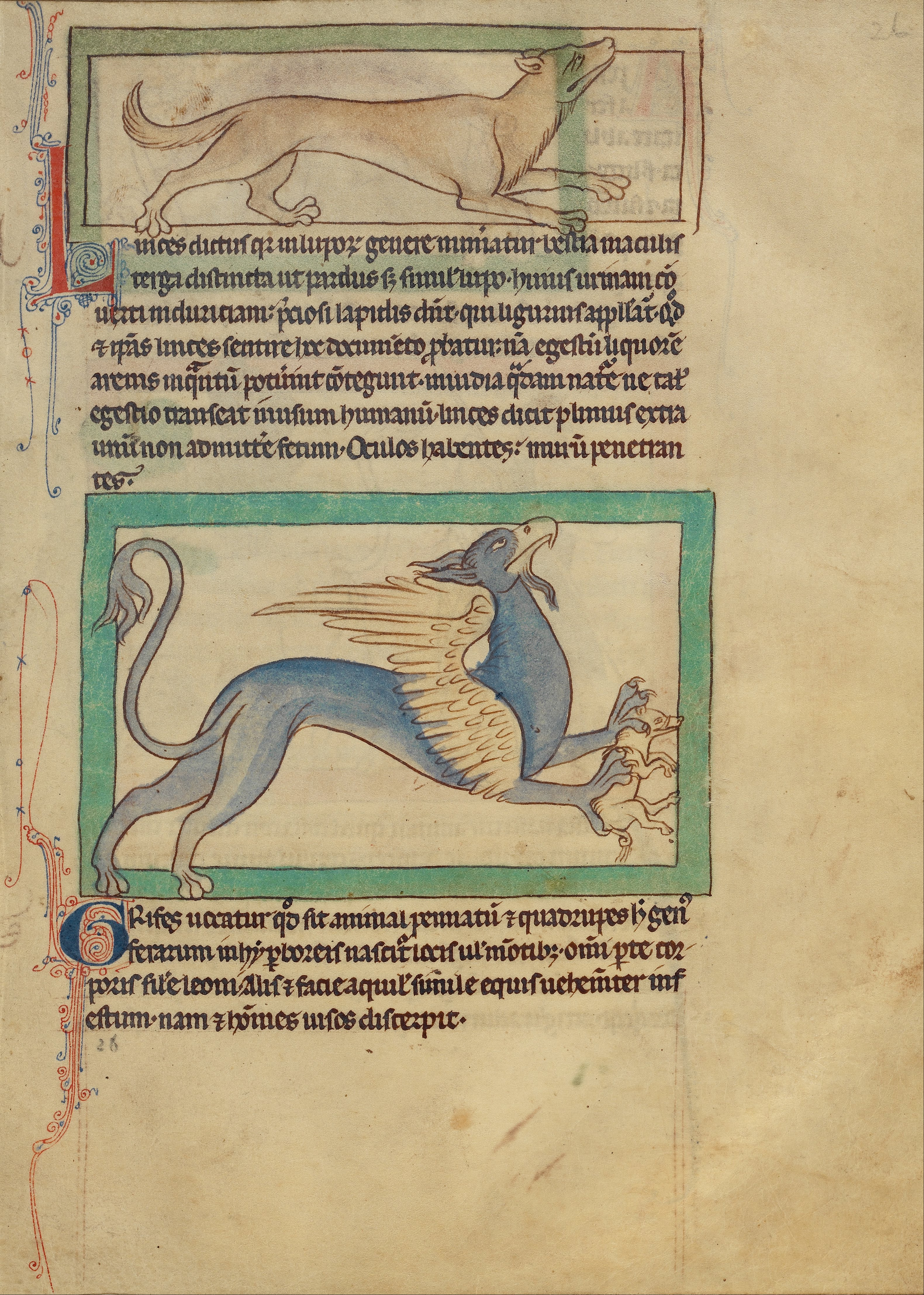
El lince y el grifo, f 26
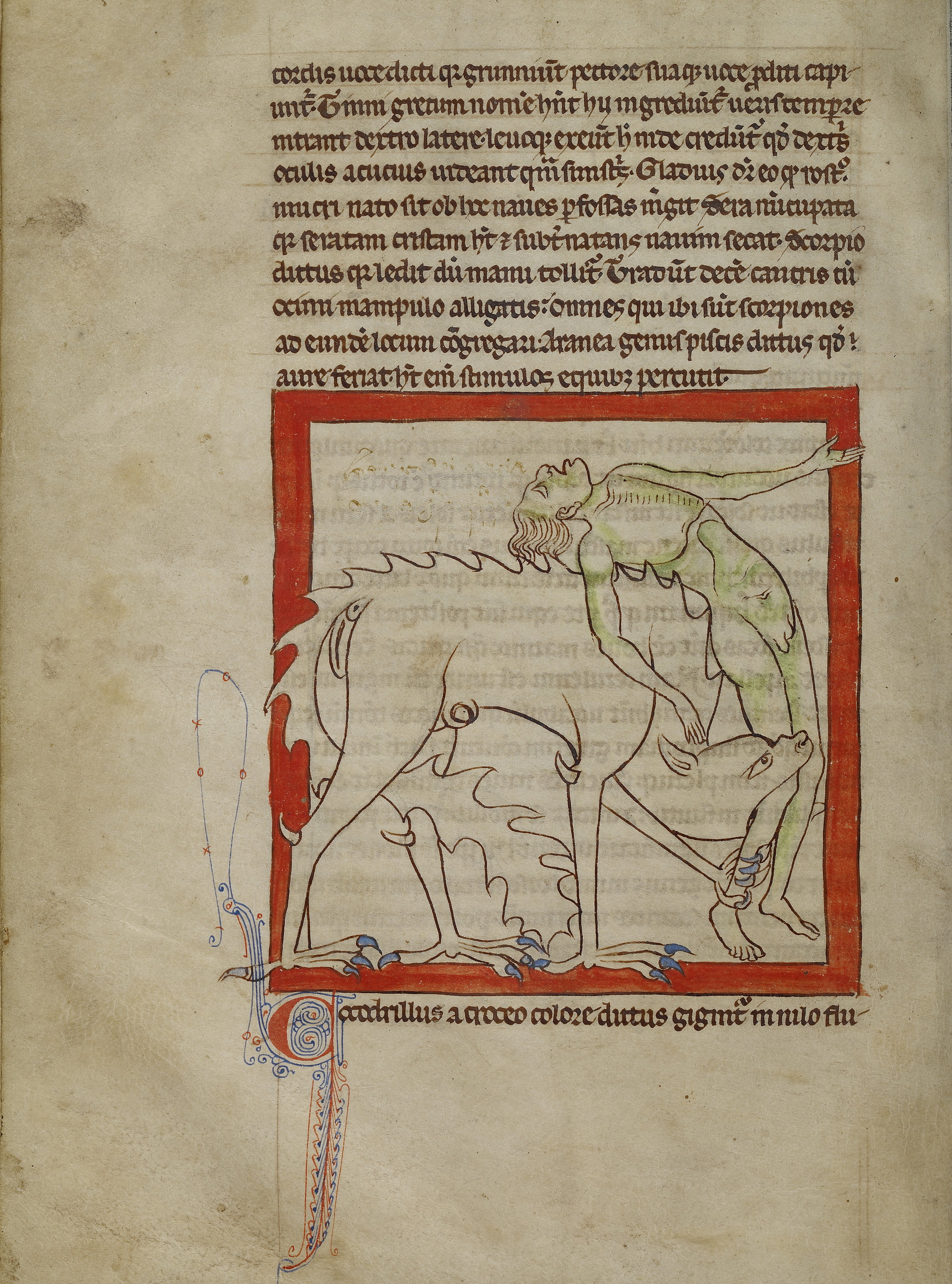
El cocodrilo comiéndose a un hombre, f 49v
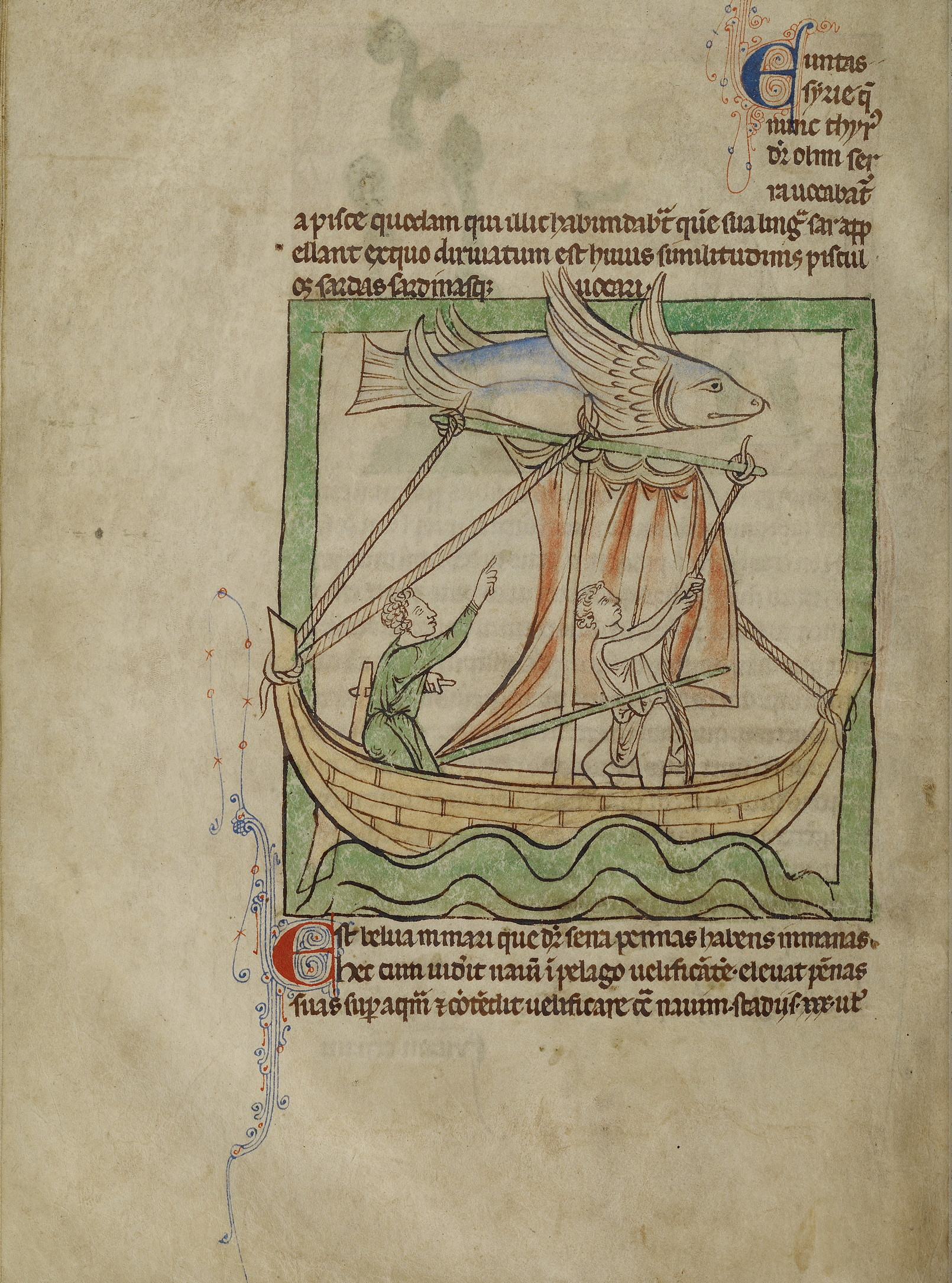
Un pez volador, f 46v